# Calosopsyche bicuspis
Calosopsyche bicuspis är en nattsländeart som beskrevs av Oliver S. Flint Jr. och Bueno-soria 1987. Calosopsyche bicuspis ingår i släktet Calosopsyche och familjen ryssjenattsländor. Inga underarter finns listade i Catalogue of Life.